# Grande Saint Louis

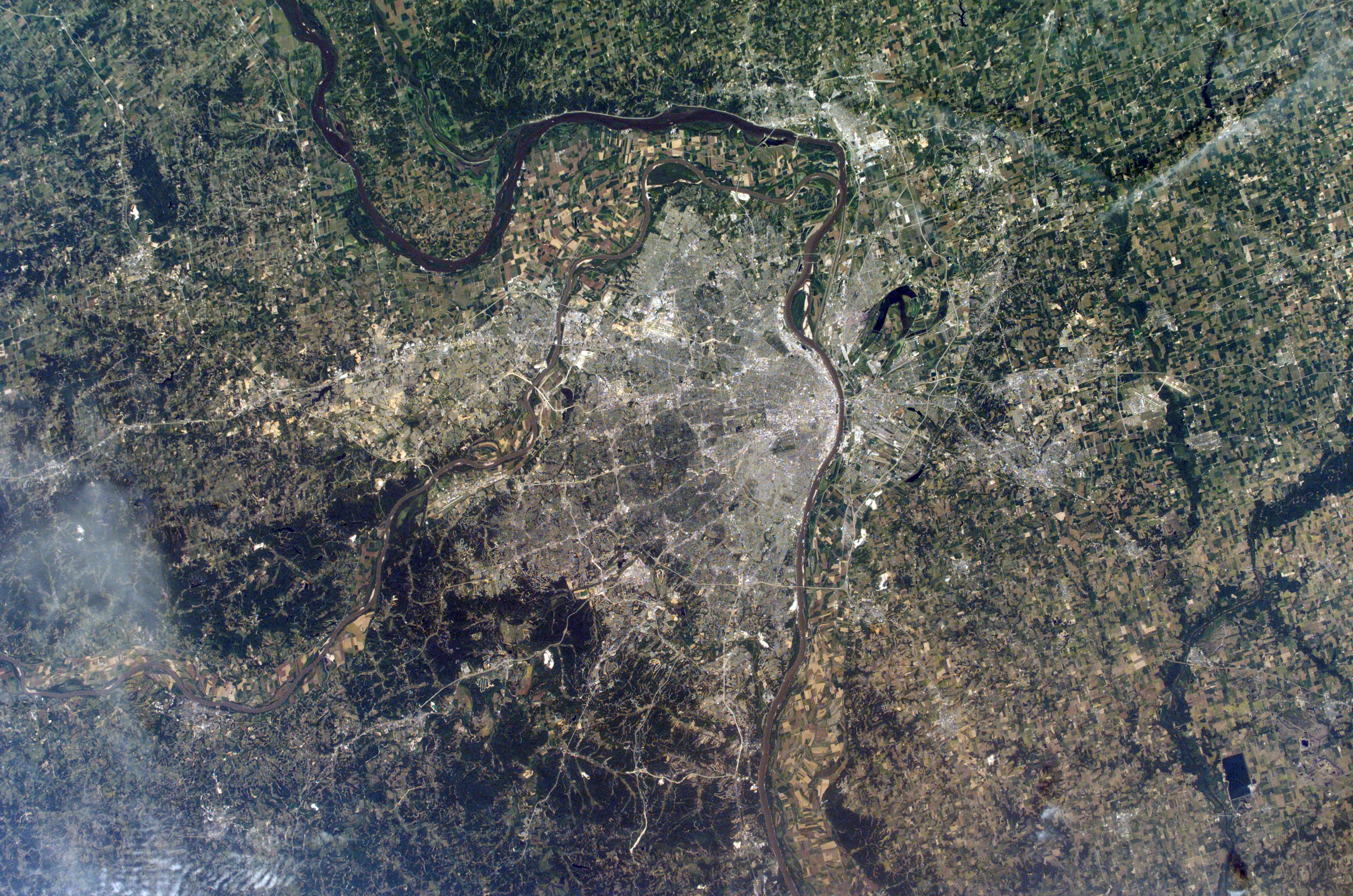
Immagine satellitare

La Greater Saint Louis  è un'area metropolitana degli Stati Uniti d'America, sviluppata attorno alla città di Saint Louis, in Missouri. Si sviluppa su otto contee dello stato del Missouri (Franklin, Jefferson, Lincoln, St. Charles, St. François, St. Louis, Warren, Washington) e otto contee dello stato del Illinois (Bond, Calhoun, Clinton, Jersey, Macoupin, Madison, Monroe, St. Clair).